# Zeta Tucanae
Zeta Tucanae (ζ Tuc, förkortat Zeta Tuc, ζ Tuc) som är stjärnans Bayerbeteckning, är en ensam stjärna belägen i den mellersta delen av stjärnbilden Tukanen. Den har en skenbar magnitud på 4,23 och är synlig för blotta ögat där ljusföroreningar ej förekommer. Trots att den har en något mindre massa är denna stjärna ljusare än solen. Baserat på parallaxmätning inom Hipparcosuppdraget på ca 116,5 mas, beräknas den befinna sig på ett avstånd på ca 28 ljusår (ca 8,6 parsek) från solen. Den är en av de minst variabla stjärnorna som observerades under Hipparcos-uppdraget.

## Egenskaper
Zeta Tucanae är en blå till vit stjärna i huvudserien av spektralklass F9.5 V. Den har en massa som är omkring lika stor som solens massa, en radie som likaledes är lika stor som solens och utsänder från dess fotosfär ca 1,3 gånger mera energi än solen vid en effektiv temperatur av ca 6 000 K. 
Sammansättning och massa hos Zeta Tucanae är mycket lik solens, med en något lägre massa och en beräknad ålder av tre miljarder år. De solliknande egenskaperna gör den till ett intressant objekt till att undersöka den möjliga existensen av en livsbärande planet.
Baserat på ett överskott av infraröd strålning vid våglängd 70 mikrometer, antas den ha en stoftskiva. Denna kretsar kring stjärnan med en minsta radie på 2,3 astronomiska enheter och har en utstrålning med en maximal temperatur på 218 K. Fram till år 2009 hade ingen planet upptäckts i omlopp kring stjärnan.